# Paul Zimmermann (Kunstschmied)

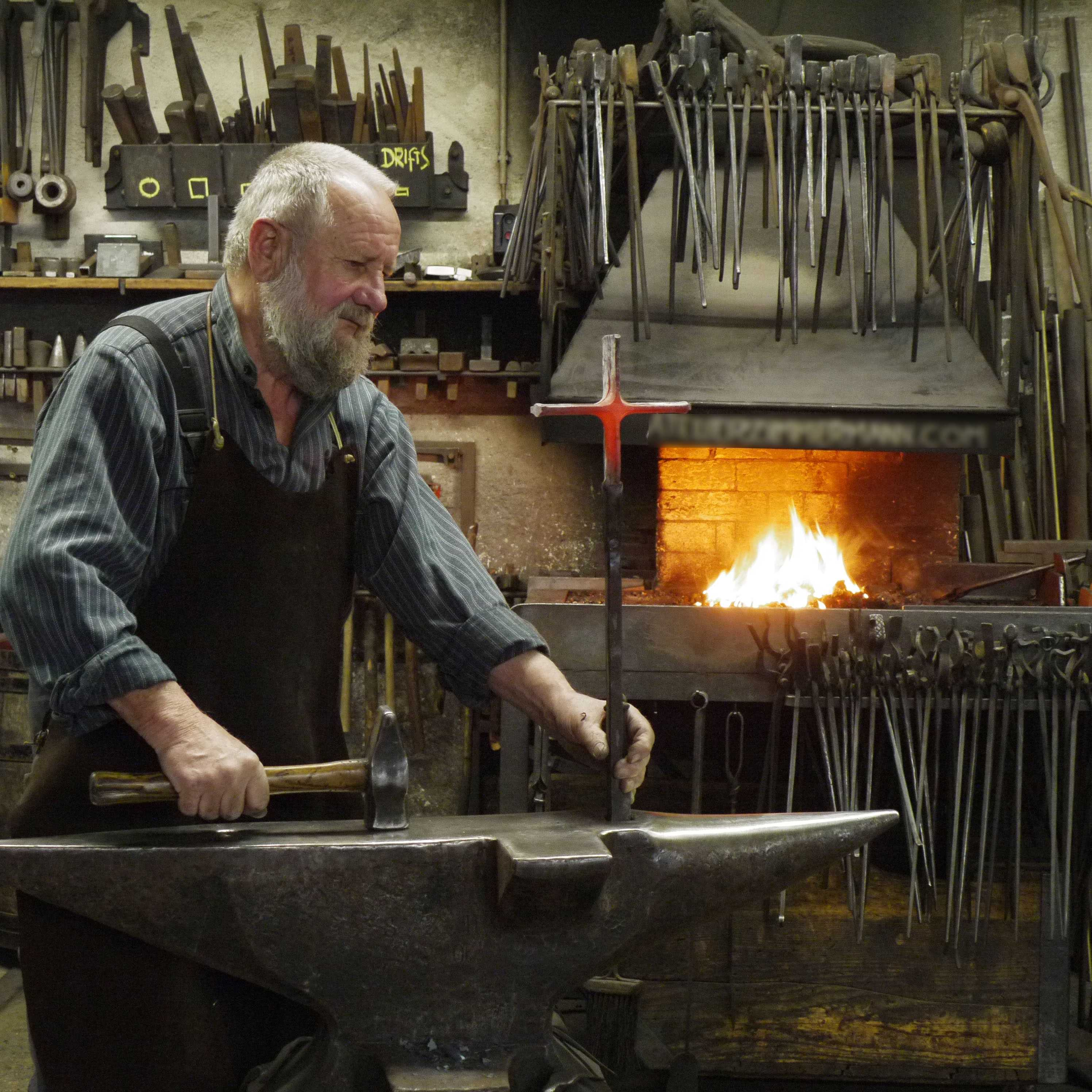
Paul Zimmermann

Paul Zimmermann (* 26. Januar 1939 in Pliezhausen, Baden-Württemberg) ist ein deutscher Kunstschmied und Metallbildhauer mit zahlreichen zeitgenössischen Arbeiten. Er gilt als einer der ersten deutschen Kunstschmiede für innovative und moderne Formen in der traditionellen Schmiedekunst. Zimmermann trägt den britischen Titel A.W.C.B. (Associate of the Worshipful Company of Blacksmiths) als erster nichtgebürtiger britischer Schmied.

## Leben und Karriere

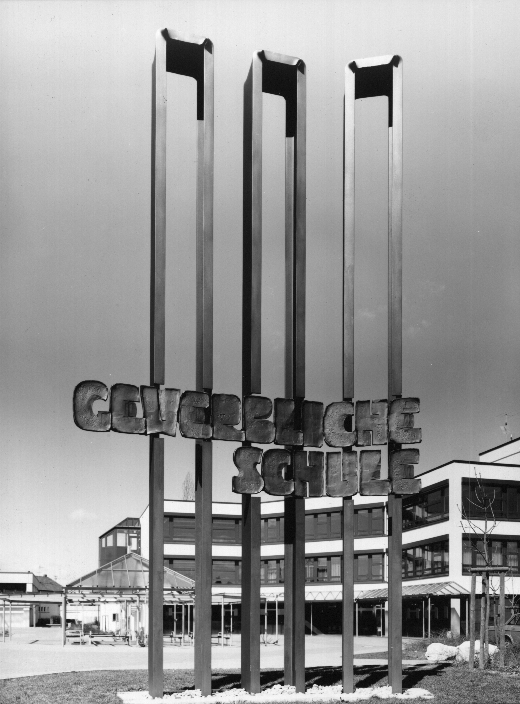
Skulptur von Paul Zimmermann (1987)

Paul Zimmermann wurde 1939 in Pliezhausen im Bundesland Baden-Württemberg geboren. Seine Eltern arbeiteten zu Beginn des Zweiten Weltkriegs als Landwirte. Zimmermann begann 1953 eine traditionelle Ausbildung als Kunstschlosser, die 1956 endete. Nach seiner Ausbildung gewann er eine Auszeichnung für begabte Studenten und arbeitete einige Zeit auch in der Schweiz. Unter anderem war er Schüler von Hajo Pfingsten. Von 1962 bis 1963 besuchte er die Luisenschule in München. In dieser Zeit lehrte er dort auch am Berufspädagogischen Institut. 1963 legte er bei der Handwerkskammer München die Meisterprüfung ab.
1963 gründete Paul Zimmermann seine eigene Werkstatt als Atelier Zimmermann in Pliezhausen. Während seiner aktiven Arbeitszeit hielt er auch Vorlesungen bei mehreren renommierten internationalen Kunstschmiede-Treffen.
Zimmermann gewann mehrere nationale und internationale Auszeichnungen. Seine Arbeit wurde auf Ausstellungen in Deutschland, England, Finnland, Frankreich, Italien, Schweiz, Spanien, Slowenien, Russland, USA und Kanada gezeigt. (englisch)
Dauerhaft gezeigt wird das Werk von Paul Zimmermann im Würth Museum in Künzelsau, im National Ornamental Metal Museum in Memphis und im Museum für Sepulkralkultur in Kassel.

## Werke

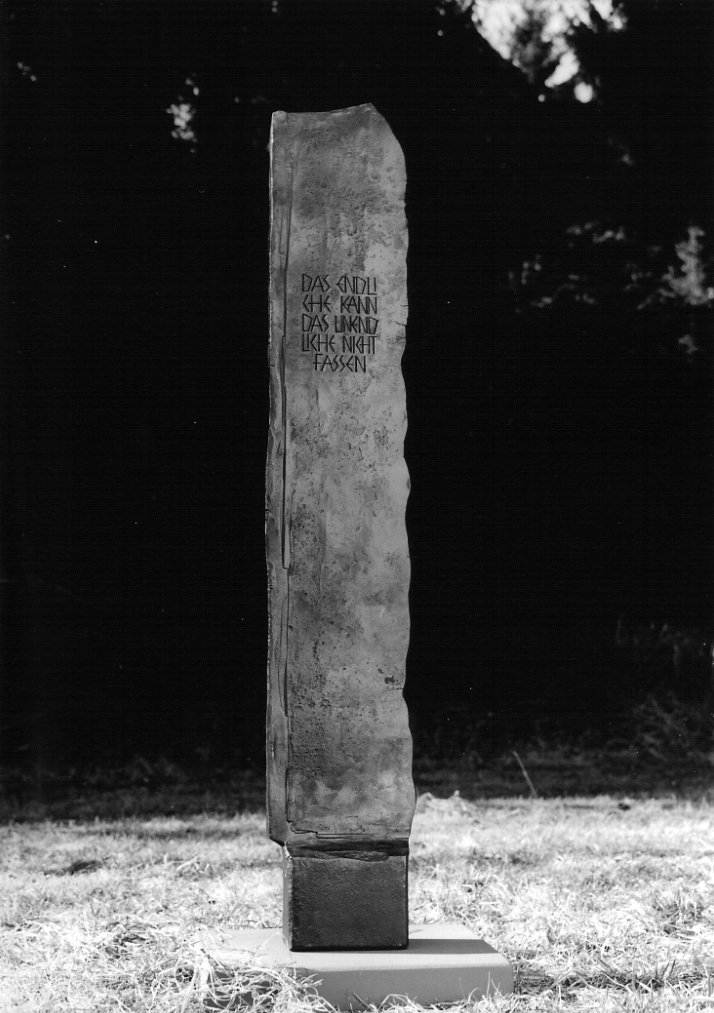
Totenbrett von Paul Zimmermann

Zu Beginn seiner Karriere konzentrierte sich Paul Zimmermann auf architektonische Schmiedekunst. Zimmermann erkannte aber bald die innovative Notwendigkeit, zeitgenössisches Design in das traditionelle Handwerk miteinzubeziehen, um diese Kunstform auch in der Zukunft lebendig zu halten. Er beschreibt die Philosophie seines Designs oftmals mit dem Satz: Form ist Einschränkung – Design ist Offenbarung (Shape is limitation – design is disclosure). Heute ist Zimmermann vor allem für seine skulpturhaften Grabzeichen bekannt.
Paul Zimmermann ist auch nach seiner Pensionierung immer noch aktiv. Viele Lehrlinge und Praktikanten aus Neuseeland, Japan, USA, Kanada und aus ganz Europa haben bei ihm seine Philosophie und seine Fähigkeiten studiert und weitergetragen. Zimmermann ist Mitglied in der Fachgruppe Metallgestalter Baden-Württemberg und im Verband Bildender Künstler.
Arbeiten besitzen unter anderem Ex-Bundespräsident Richard von Weizsäcker, Ex-Bundeskanzler Helmut Kohl oder die Schauspielerin Ruth Maria Kubitschek.

## Familie
Der Kunstschmied Heiner Zimmermann ist Zimmermanns Sohn, er lehrt als Professor an der Universität Göteborg. Ein weiterer Sohn, der Schmied und Künstler Christian Zimmermann (* 1966 in Pliezhausen), betreibt seit 1994 die Hammerschmiede in Mühlehorn.

## Anerkennungen und Auszeichnungen
- 1969: Stipendium für Begabtenförderung
- 1974: Goldenes Ehrenzeichen der Handwerkskammer Reutlingen
- 1982: Kunstpreis der Stadt Stuttgart
- 1989: Certificate of Merit, London
- 1990: Wirtschaftsmedaille des Landes Baden-Württemberg
- 1994: Ehrenteller Bundesverband Metall
- 1995: Goldenes Ehrenzeichen HMf
- 1995: Dr. Karl-Reuss-Preis (Landesgewerbeamt Baden-Württemberg)[10]
- 1995: Golden Trouser Button, ITCMD London
- 2002: Hans Model Gedächtnispreis

## Publikationen

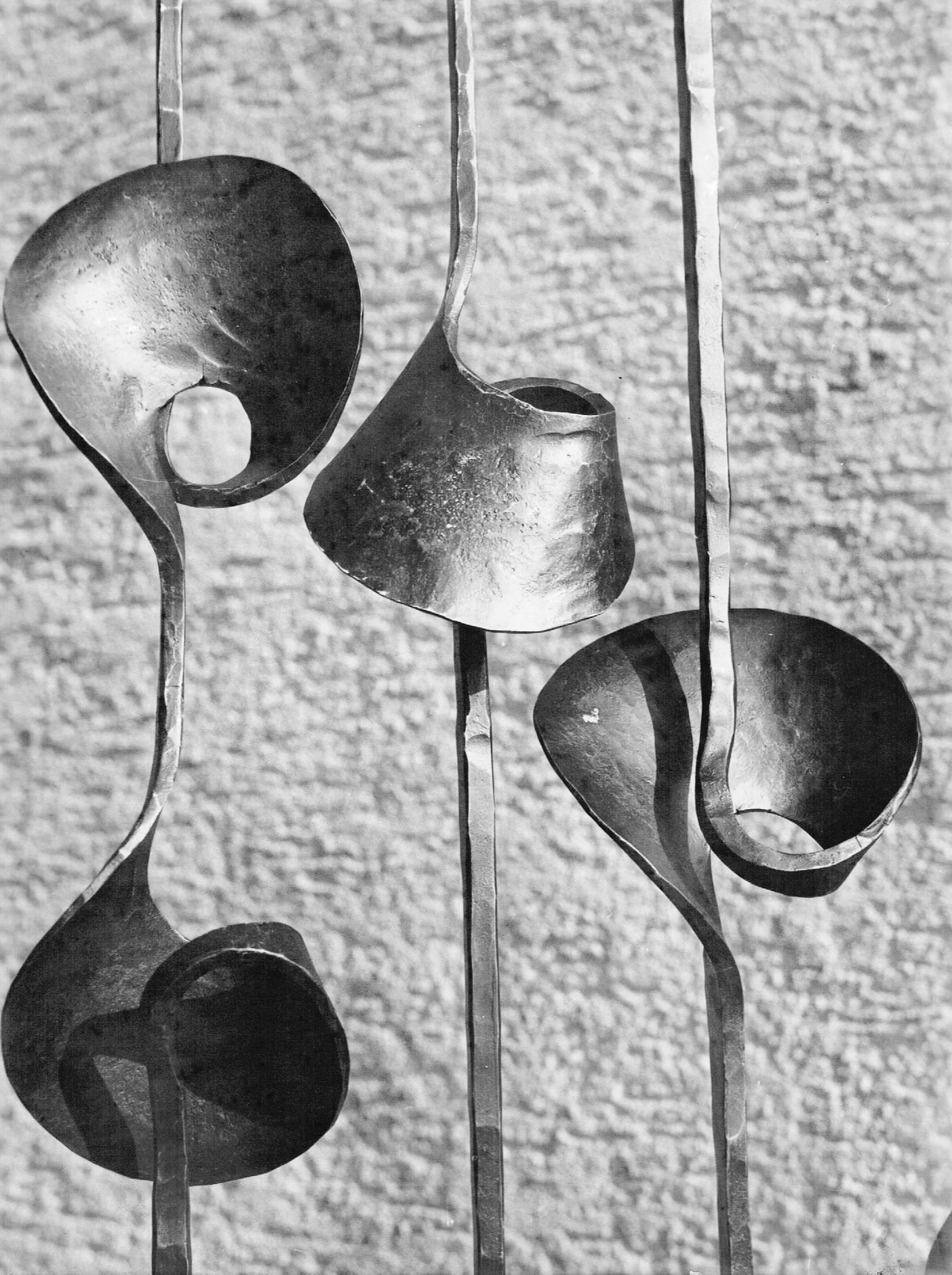
Werk von Paul Zimmermann (1975)

- Garten- und Einfahrtstore. Hofmann Verlag, 1978, ISBN 3-87346-055-6.
- Schmiede und Schlosserarbeiten von Heute. Hoffmann Verlag, 1978, ISBN 3-87346-047-5.
- Kovácsműves alkotások. Sárádi Kálmán Budapest 1981, ISBN 963-10-3610-3.
- Schmiedearbeiten von heute. Hoffmann Verlag, 1986, ISBN 3-87346-082-3.
- Kunst aus dem Feuer. Hoffmann Verlag, 1987, ISBN 3-87346-083-1.
- Kunstschmieden. Ch. Coleman Verlag, 1987, ISBN 3-87128-028-3.
- Die Hand formt mit dem Kopf. Tithos Verlag, 1995, ISBN 3-88480-021-3.
- Geländer, Gitter und Zäune. CH. Coleman Verlag, 2000, ISBN 3-87128-049-6.
- Türen, Portale und Tore. Ch. Coleman Verlag, 2001, ISBN 3-87128-050-X.
- Stadtraumgestaltung. CH. Coleman Verlag, 2001, ISBN 3-87128-053-4.
- Lebe wohl, der letzte Abschied. Arnoldische Verlagsanstalt, 2002, ISBN 3-89790-182-X.
- Einfach gerne hier. Artur Verlag, 2011, ISBN 978-3-9813648-3-5.
- Markus Hartmann (Hrsg.): Atelier Zimmermann : Kunstschmiedearbeiten : Ironworks, Objekte/Fotos von Paul Zimmermann, Text von Winfried Stürzl, Hartmann Books, Stuttgart 2019, ISBN 978-3-96070-039-5.

## Kataloge
- Towards a new Iron Age. Victoria and Albert Museum, London 1982, ISBN 0-905209-23-0.
- International Crafts. Thames & Hudson, 1991, ISBN 0-500-01522-8.
- FE Touring Exhibition. 1994, ISBN 0-9524763-0-4.